# Arnold (Nebraska)
Arnold je selo u američkoj saveznoj državi Nebraska. Prema popisu stanovništva iz 2010. u njemu je živjelo 597 stanovnika.